# Bondi Junction
Bondi Junction è una località dell'Australia, sobborgo della città di Sydney, nel Nuovo Galles del Sud.
Si trova a 6 km a est del distretto affaristico centrale di Sydney.
Appartiene alla local goverment area di Waverley ed è sede della municipalità.

## Tragedie
Nel 2024 si verifica l' Accoltellamento di Bondi Junction del 2024 dove 7 persone persero la vita.

## Infrastrutture e trasporti
Il sobborgo ospita la stazione di Bondi Junction, capolinea della linea ferroviaria che collega i sobborghi orientali di Sydney al centro città.